# Golden Gate National Recreation Area
Golden Gate National Recreation Area er en nationalpark i USA i området omkring San Francisco-bugten.